# Reindeer Station
Pour les articles homonymes, voir Reindeer.
Reindeer Station ou Qunngilaaq en Inuvialuktun, est un village abandonné des Territoires du Nord-Ouest au Canada.
Situé dans les collines Caribou, le long du chenal est du fleuve Mackenzie, il est fondé en 1932 pour abriter un troupeau de 3 442 rennes achetés par le gouvernement du Canada. L'entreprise était destinée à remplacer les moyens de subsistance traditionnels des peuples autochtones locaux, mais peu ont choisi de devenir éleveurs de rennes, de sorte que le gouvernement a finalement vendu les animaux et la station de rennes a été abandonnée en 1969.
La plupart de ses bâtiments résidentiels ont été déplacés vers les grands centres de Tuktoyaktuk et Inuvik.

## Histoire

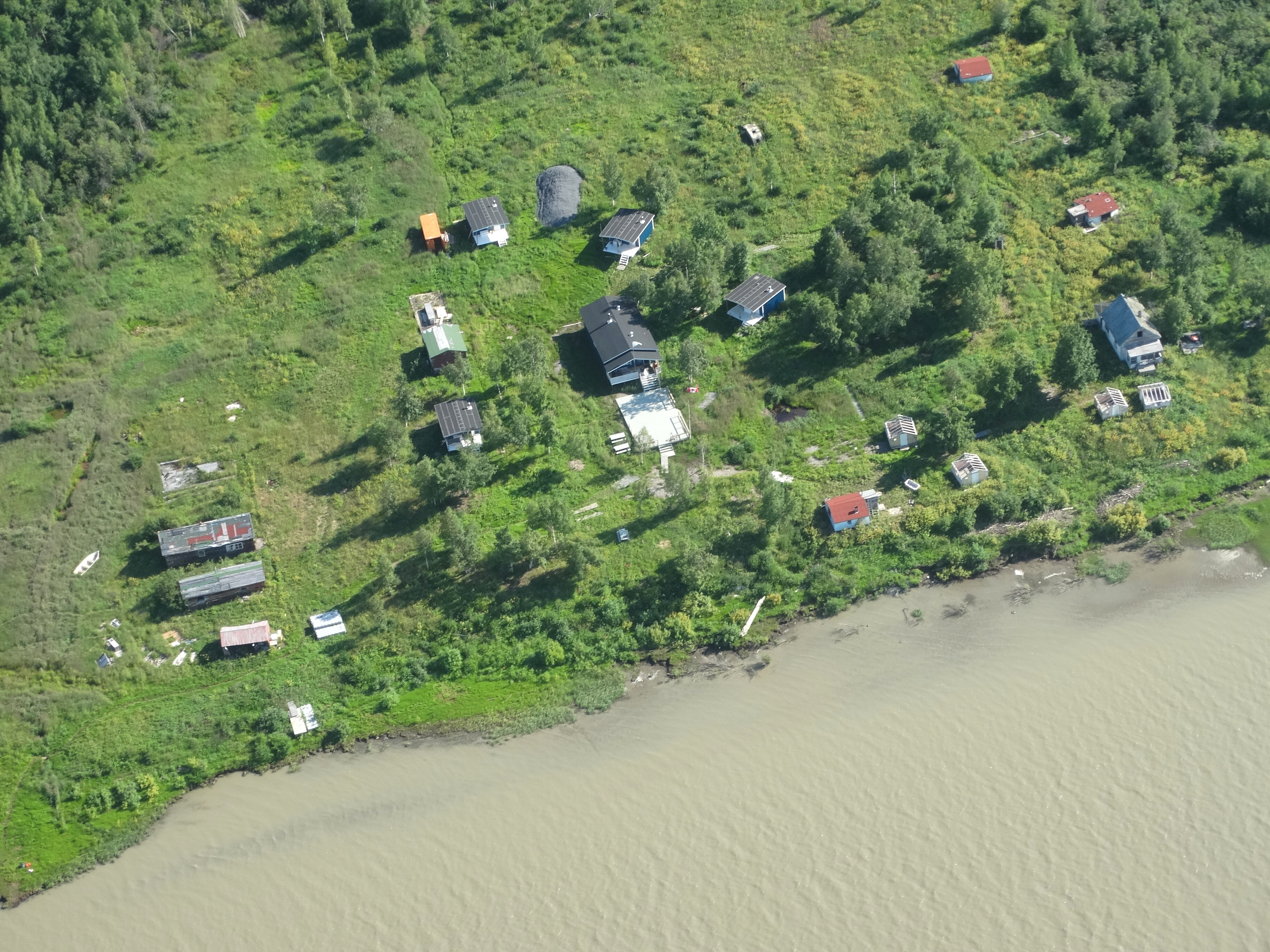
Vue aérienne datant de 2013.

Au début des années 1920, le gouvernement du Canada reçoit des rapports selon lesquels les troupeaux de caribous sauvages de l'ouest de l'Arctique sont en forte baisse. La famine menace ainsi les Inuvialuits. Un événement similaire dans les années 1890 en Alaska avait conduit le gouvernement des États-Unis à acheter un grand troupeau de rennes en Europe, initiant les autochtones de l'Alaska aux pratiques d'élevage des animaux de l'Ancien Monde. Ce service de rennes de l'Alaska, dont le siège est à Teller Reindeer, s'est avéré être un succès modeste. En 1926, les Canadiens décident ainsi de dupliquer le programme, engageant le botaniste danois Alf Erling Porsild pour choisir un centre approprié pour l'industrie canadienne du renne. En 1928, il a identifié le delta du Mackenzie comme ayant le plus grand potentiel et la construction de Reindeer Station commence. L'année suivante, le gouvernement fédéral conclut un contrat de 225 000 $ avec le « roi du renne » américain Carl J. Lomen pour livrer 3 000 rennes dans l'Arctique canadien. Le trajet couvre une distance de 2 400 km depuis le siège de Lomen à Nome, en Alaska, et une équipe de bergers norvégiens Samis est engagée pour conduire le troupeau,.
Les responsables gouvernementaux s'attendaient à ce que le trajet soit terminé en 1931, mais il est immédiatement confronté à des accidents. Alors que le troupeau est encore en cours de rassemblement, son corral est détruit par une tempête en novembre 1929. Deux bousculades se produisent en juillet 1931 et mars 1933, retardant considérablement le voyage. Les journaux américains et canadiens ont souvent rendu compte du retard de la conduite, et le chef sami, Andrew Bahr, y est surnommé The Arctic Moses. En juin 1934, la harde atteint le delta du Mackenzie couvert de glace, mais une tempête déclenche une troisième bousculade, obligeant les animaux à se replier sur la rive ouest. Les conditions chaudes de l'été signifient qu'une autre traversée ne peut être tentée que l'année suivante,.
Le 6 mars 1935, le troupeau est encerclé avec succès à Reindeer Station. Sur les 3 000 animaux spécifiés dans le contrat, 2 382 parviennent à destination, mais seulement 20 % du troupeau provenaient alors de l'Alaska. Le trajet est tellement retardé que les autres sont nés en cours de route,.
À son apogée, Reindeer Station est une communauté autosuffisante avec une population d'environ 90 personnes, principalement des éleveurs et leurs familles. Les commodités comprennent un bureau de poste, une école, une église, une centrale électrique et un poste de traite de la Compagnie de la Baie d'Hudson.
À l'origine, le programme des rennes visait à remplacer le mode de vie traditionnel des Inuvialuits. Un programme d'apprentissage de trois ans devait produire des éleveurs de rennes autonomes, chacun responsable de son propre troupeau et territoire. Cependant, cette carrière difficile et solitaire ne s'est pas avérée populaire, d'autant plus qu'elle procurait un revenu inférieur à celui de la chasse et du piégeage. De 1935 au milieu des années 1950, seuls sept troupeaux indépendants sont établis. Le programme a finalement été éteint par de nouveaux développements d'après-guerre dans l'Arctique. Pour les Inuvialuit disposés à envisager un travail salarié non traditionnel, la construction de la ligne DEW et de la nouvelle ville d'Inuvik a procuré des revenus beaucoup plus élevés. Le gouvernement fédéral a vendu le troupeau de rennes en 1960.
Bien que la plupart des bâtiments historiques aient été retirés de Reindeer Station, la Inuvialuit Regional Corporation continue d'organiser des camps et des ateliers traditionnels sur le site. Les utilisations modernes sont limitées par le risque de glissement de terrain.
Le cinéaste Peter Lynch a décrit le projet dans le film documentaire The Herd (1998).

## Crédit d'auteurs
- (en) Cet article est partiellement ou en totalité issu de l’article de Wikipédia en anglais intitulé « Reindeer Station » (voir la liste des auteurs).